# 扎忽带
扎忽帶，元朝将领，蒙古兀罗带氏。忽都的儿子。
父亲去世时，扎忽帶在宿衛，弟忽都答立襲職。忽都答立死后，札忽帶嗣為千戶，跟随行樞密院圍攻重慶。南宋重慶守将張珏派勁兵數千挑戰，札忽帶力戰获胜。回軍圍攻瀘州，久未攻下，行樞密院派遣他入朝計事，忽必烈授他为宣武將軍、管军总管。后来攻打泸州，登城，与宋军搏战而死。其子阿都赤襲職。